# 弗兰查赫-圣格尔特劳德
弗兰查赫-圣格尔特劳德是奥地利克恩顿州沃尔夫斯贝格县的一个市镇。总面积100.97平方公里，总人口2943人，人口密度29.1人/平方公里（2005年）。